# Иван Христов (водещ)
Вижте пояснителната страница за други личности с името Иван Христов.
Иван Христов Христов е български телевизионен водещ и продуцент.

## Биография
Роден е на 30 ноември 1979 г. в София. Учи в Шесто основно училище „Граф Игнатиев“. Продължава образованието си в 22 средно училище „Георги С. Раковски“. Завършва актьорско майсторство за куклен театър в НАТФИЗ „Кръстьо Сарафов“ в класа на проф. Боньо Лунгов през 2001 г.

## Телевизия
На 4 години дебютира в телевизията с филм, направен за детското предаване „Сънчо“ – „Вълшебната чашка“, с телевизионната режисьорка Нушка Григорова. По същото време участва и в постановки в театър „София“.
От 5-годишен се снима във филми. Сред тях е новелата „Велосипедистът“ на режисьора Иван Ничев.
В гимназията се снима заедно с Андрей Арнаудов в предаването „Час по всичко“ по БНТ. От 1998 г. работи с него в екип – в телевизия „Демо“ с предаването „Кому е нужно?“ и в телевизия „Ден“ с предаванията „Междинна станция“ и „Сблъсък“.
През 2024 г. Иван и Андрей са съветници в „Пееш или лъжеш“, продуцирано от Магърдич Халваджиян. На следващата година Иван участва в „Като две капки вода“ където завършва на трето място 

## Продуцентска дейност
Основател и собственик (заедно с Андрей Арнаудов) на продуцентската компания „Междинна станция“.
През 2000 г. Иван и Андрей създават предаването „Сблъсък“, което водят и продуцират до 2013 г.
През 2007 г. са водещи на музикалното конкурсно шоу „Мюзик айдъл“ 1. През 2008 и 2009 г. стават и продуценти на „Мюзик айдъл“ 2 и „Мюзик айдъл“ 3.
От края на 2009 до 2011 г. са водещи и продуценти на вечерното шоу – „Шоуто на Иван & Андрей“ по Нова телевизия. В същата телевизия правят и 8-часовото магазинно уикенд предаване – „Станция НОВА“.
От 2012 г. са съпродуценти с Кеворк Кеворкян на предаването „Всяка неделя“, до окончателното му сваляне от екран през 2014 г.
През 2009 г. продуцират българо-македонския телевизионен проект „Music Idol“ 3, излъчван от bTV и от тогавашната македонска Национална телевизия „А1“. От 2017 компанията е съорганизатор и продуцент на българо-македонския фестивал „One love“.
В периода 2006 – 2010 г. имат офис и в Белград, който отговаря за продукциите им в Сърбия, част от които са излъчвани в праймтайма на националната сръбска телевизия „Fox Televizija“.
От 2015 г. до 2023 г. Иван и Андрей са водещи и продуценти на риалити предаването „Фермата".
През 2022 г. заедно с Андрей Арнаудов издават биографичната книга „#SELFMADE: Иван и Андрей, братя по сърце“.

## Личен живот
Женен е за бившата телевизионна водеща и настоящ собственик на ресторант – Ирина Тенчева. Заедно имат общо четири деца.
Фен е на футболен клуб „Левски“. Харесва тихи игри, фантастика и всичко, свързано с космоса – ракети, планети, космически кораби. Киноман е и обича да слуша музика.